# Thonny
 (avril 2025).
Thonny est un environnement de développement intégré (IDE) libre et open-source pour le langage de programmation Python s'adressant surtout aux débutants. Il a été créé par Aivar Annamaa, un programmeur Estonien. Il prend en charge différentes manières de parcourir le code, l'évaluation des expressions étape par étape, la visualisation détaillée de la pile d'appels et un mode d'explication des concepts de références et de tas.

## Caractéristiques
- Affichage des numéros de lignes
- Exécution étape par étape
- Possibilité d'afficher les variables en direct lors du déboguage
- Évaluation des expressions étape par étape
- Fenêtres séparées pour les appels de fonctions (pour expliquer les variables locales et l'appel de la pile)
- Les variables et la mémoire peuvent être expliquées soit en utilisant un modèle simplifié (nom → valeur) soit en utilisant un modèle plus réaliste (nom → adresse/id → valeur)
- Gestionnaire de paquets simple pip
- Support pour CPython et MicroPython
- Prise en charge de l'exécution et de l'enregistrement de fichier à distance avec SSH
- Possibilité d'enregistrer les actions de l'utilisateur pour les rejouer et analyser le processus de programmation

,,,

## Compatibilité
Le programme fonctionne sur Windows, macOS and Linux. Il est disponible sous la forme d'un paquet binairele contenant un interpréteur récent pour Python et le gestionnaire de paquets pip. Il peut être installé via le gestionnaire de paquets des systèmes d'exploitation Debian, Raspberry Pi, Ubuntu, et Fedora. Il est écrit en Python avec Tkinter.

## Réception
Thonny a reçu des avis favorables de la part de la communauté de Python et de l'éducation à l'informatique,,.
Il a été recommandé comme outil par le MOOCs,.
Depuis Juin 2017, il est inclus par défaut dans Rasberry Pi OS, la distribution officielle du systèmed'exploitation des Raspberry Pi.
Il a été rajouté au Socle interministériel de logiciels libres.